# Odprtje petega pečata
Odprtje petega pečata (ali Peti pečat apokalipse ali Vizija svetega Janeza) je slika naslikana v zadnjih letih El Grecovega življenja za stranski oltar cerkve svetega Janeza Krstnika zunaj obzidja Toleda. Pred letom 1908 so El Grecovo sliko imenovali Profana ljubezen. Učenjak Manuel B. Cossio je dvomil o naslovu in predlagal Odpiranje petega pečata. Metropolitanski muzej umetnosti, kjer je slika shranjena, komentira: »slika je nedokončana in močno poškodovana in odrgnjena.«

## Tema
Tema slike je vzeta iz knjige Razodetja Raz 6,9–11, kjer duše mučenikov vpijejo k Bogu za pravico do svojih preganjalcev na Zemlji. Na platnu dominira ekstatični lik sv. Janeza, za njim pa se v kaotičnem viharju čustev zvijajo gole duše, ki prejemajo bela oblačila odrešenja.
Zgornji del slike je bil uničen leta 1880. Domneva se, da je izgubljeni del morda upodabljal žrtveno jagnje, ki odpira peti pečat. Izgubljena zgornja slika je morda spominjala tudi na drugo delo El Greca, Koncert angelov. Mnogi verjamejo, da ohranjeni del prikazuje sveto ljubezen, medtem ko manjkajoči zgornji del prikazuje božansko ljubezen.
|  |  |

## Lastništvo
Po El Grecovi smrti leta 1614 je delo prešlo na njegovega sina Jorgeja Manuela Theotocópulija. V 19. stoletju je bil v lasti španskega premierja Antonia Cánovasa del Castilla. Ker ni bil zadovoljen s stanjem dela, ga je leta 1880 poskušal obnoviti. Poskus obnove je odstranil vsaj 175 centimetrov z vrha platna, tako da je Janez Evangelist odločno pokazal nikamor.
Po Cánovasovi smrti leta 1897 je bila slika prodana za 1000 pezet (200 ameriških dolarjev) Ignaciu Zuloagi, slikarju, ki je bil ključnega pomena za oživitev evropskega zanimanja za El Greca. Slika je vidna v ozadju njegovega dela Mis amigos, ki predstavlja več pomembnih pripadnikov Generacije '98. Znano je, da je Zuloaga sliko pokazal Pablu Picassu in Rainerju Marii Rilkeju. Razglasil je, da ima »vizionarsko moč«, zaradi katere je »predhodnik modernizma«. Leta 1956 je muzej Zuloaga to umetnino prodal Metropolitanskemu muzeju umetnosti v New Yorku, kjer je razstavljena še danes.

## Primerjava zLes Demoiselles d'Avignon
Domneva se, da je Odprtje petega pečata služilo kot navdih za zgodnja kubistična dela Pabla Picassa, zlasti Les Demoiselles d'Avignon, ki odražajo ekspresionistično oglatost slike. Ko je Picasso delal na Les Demoiselles d'Avignon, je obiskal svojega prijatelja Zuloaga v njegovem ateljeju v Parizu in preučeval El Grecovo Odprtje petega pečata. Razmerje med slikama je bilo natančno določeno v zgodnjih 1980-ih, ko so bile analizirane slogovne podobnosti in razmerje med motivi obeh del. Umetnostni zgodovinar Ron Johnson se je prvi posvetil razmerju med obema slikama. Po besedah Johna Richardsona, britanskega umetnostnega zgodovinarja, se izkaže, da imajo Les Demoiselles d'Avignon še nekaj odgovorov, ko ugotovimo, da slika El Grecu dolguje vsaj toliko kot Cézannu.
Efi Foundoulaki vztraja pri »dejavnosti trikotnika Picasso-Cézanne-El Greco, ki se vzpostavi v Les Demoiselles d'Avignon«. Foundoulaki analizira Odprtje petega pečata in trdi, da oblečena figura v levem delu slike in gole figure na desni kažejo protislovje med profano in božansko ljubeznijo. Po mnenju Rolfa Laesseja je bil to morda prvotni navdih Picassa, ki je na preliminarni risbi Demoiselles upodobil študenta medicine, ki drži lobanjo ali knjigo in vstopa v sobo, kjer je med golimi ženskami mornar. Richardson pa domneva, da je Picasso poznal Cossiovo interpretacijo v zvezi z Odprtjem petega pečata in je svojo teorijo temeljil na tej domnevi.
Richardson in Foundoulaki poudarjata morfološke vzporednice med slikama ter raziskujeta odnos Picasso–Cézanne–El Greco. Foundoulaki trdi, da obstaja podobnost oblike in da je Picasso genialno ponovil igro z obrnjenimi trikotniki El Greca, kar je začel že v Vaščanih. Po Foundoulakiju se »dialog, ki ga je Picasso začel z El Grecom v Les Demoiselles d'Avignon s pomočjo Cézanna, nadaljuje v kubizmu«. Richardson vidi Apokalipso v El Grecovem Odprtju petega pečata kot katalizator, ki je Picassu pokazal, kako izkoristiti duhovno energijo velikega verskega umetnika za lastne demonske cilje. Po Richardsonovih besedah je Picasso tej apokaliptični viziji sledil vse svoje življenje.